# Konstanzi szerződés

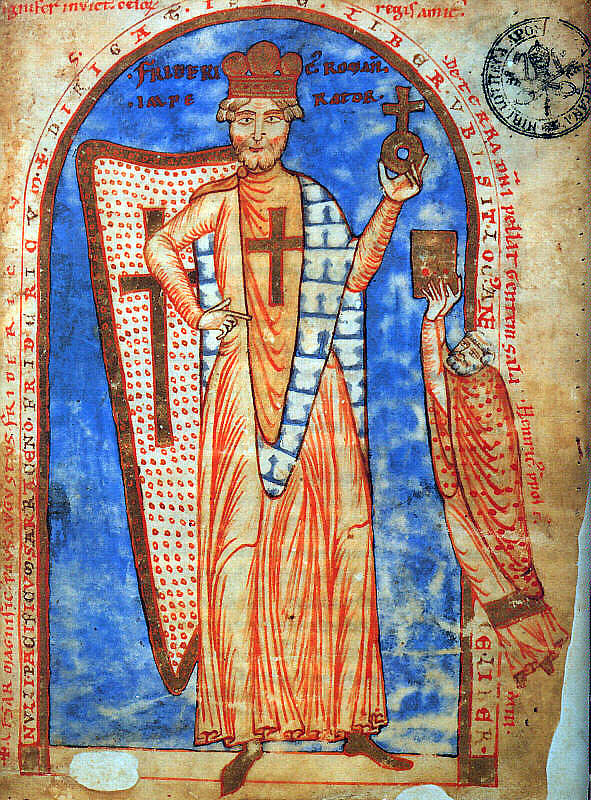
Barbarossa Frigyes

A konstanzi szerződést III. Jenő pápa és I. Frigyes német-római császár  kötötte a Boden-tó mellett lévő Konstanz városában, ahol a császár 1153. március 23-án tett esküt a megállapodásra. A szerződést ezért a városról nevezték el.
Frigyes német királlyá történt megválasztása után kezdődtek el a tárgyalások a királyi udvar és a római Kúria között Frigyesnek  német-római császárrá koronázása feltételeiről, s a tárgyalások eredménye lett a szerződés.

## A szerződés létrejöttének története
A tárgyaló felek közötti megállapodás 1152 decemberében vagy 1153 januárjában jött létre Rómában. A megállapodás szó szerinti szövegét I. Frigyes nézte át és hagyta jóvá. Feltűnő a császári cím megjelöléseként az „imperátor” szó használata. Ez azzal lehet összefüggésben, hogy a dokumentum szerkesztésében részt vett Wibald von Stablo. A szövegek csak másolatban maradtak fenn: úgymint Wibald levelezési könyvében a tárgyaló felek okmányai, a tulajdonképpeni szerződési dokumentumok Albinusnál, III. Honorius pápa birtokjegyzékében valamint a római katolikus egyház legfontosabb privilégiumainak másolataiban, melyek a főpapok 1245. évi tanácskozásán születtek Lyonban.

## A tárgyaló küldöttségek tagjai
I. Frigyes részéről: Anselm von Havelberg és Hermann von Konstanz püspökök, Ulrich von Lenzburg gróf és az észak-itáliai nemesség két képviselője.
A pápa és a kardinálisok, akik a tárgyaló felek jelenlétében hozzájárulásukat adták ahhoz, hogy létrehozzanak egy birodalmi intézői posztot, amit az egyezmény is tartalmazott és az erre kinevezett személy a királynak tegyen esküt.
A ratifikációs okmányban a német tárgyalófelek mellett tanúként szerepel még Arnold kölni érsek, Como püspöke, Chur püspöke, Wibald von Stablo apát és Gottfried viterbói káplán. A világi fejedelmek között van VI. Welf herceg, bádeni Hermann őrgróf, lenzburgi Werner gróf és Kämmerer Anselm birodalmi intéző.

## A szerződés tartalma
Frigyes király a szerződésben megígérte, hogy a felkelő Római Kommunát leveri, a várost újra a pápa uralma alá helyezi, és vele, továbbá a szicíliai normannokkal pápai hozzájárulás nélkül nem köt békét, a római katolikus egyház felett a pápa hatalmát helyreállítja és biztosítja, s fellép a bizánci hatalmi igényekkel szemben Itáliában. Viszonzásul a pápa megígérte, hogy Frigyest császárrá koronázza és az uralkodásban támogatja, a felforgatók elleni átkot a birodalomban visszavonja és részt vesz a bizánciak Itáliából történő kiűzésében. A szerződésről folyó tárgyalások keretében Frigyes elérte, hogy a pápa a mainzi érseket, Minden, Hildesheim és Eichstätt püspökeit, akik a Frigyessel szemben ellenséges Welfekhez álltak közelebb, Frigyesnek tetsző főpapokra cserélte.

### A király ígéretei
1. A pápa beleegyezése nélkül nem köt békét sem a rómaiakkal, sem II. Roger szicíliai királlyal. Továbbá segíti a pápát abban, hogy leverje a rómaiakat.
2. Frigyes mint az egyház védelmezője megóvja Szent Péter jövedelmeit (a regálékat) és segíti ezeket visszaszerezni és aztán a megszerzett jövedelmeket megvédeni.
3. Nem enged át területet az Adriai-tenger itáliai partvidékén I. Mánuel Komnénosz bizánci császárnak.
4. Mindezt cselvetés és gonosz szándék nélkül teszi.

### A pápa ígéretei
1. Frigyest minden nehézség és ellentmondás nélkül császárrá koronázza, mihelyt a pápai tiara teljhatalmát bírja.
2. Hivatalának megfelelően hozzájárul a Német-római Birodalom megóvásához, megbecsülésének fokozásához.
3. Nem enged át területet az Adriai-tenger itáliai partvidékén I. Mánuel Komnénosz bizánci császárnak.
4. Mindezt cselvetés és gonosz szándék nélkül teszi, s a szerződésben foglaltak csak mindkét fél egyetértésével változtathatók meg.